# Boomerang (tv-kanal)
Boomerang er en tv-kanal, der sender tegnefilm som Scooby-Doo, Ko og Kylling og The Flintstones. Kanalen kom til Danmark den 1. april 2008, Boomerang sender ligesom dens søsterkanal Cartoon Network hele døgnet.

## Programmer
- Tom og Jerry
- Scooby-Doo
- Ko Og Kylling (New Series) (slut)
- Camp Lazlo
- Flintstones
- Hva' så Scooby Doo?

 Dette afsnit eller denne liste er kun påbegyndt. Hvis du ved mere om emnet, kan du hjælpe Wikipedia ved at tilføje mere.